# ウィザード・オブ・ザ・ヴァイブス
ウィザード・オブ・ザ・ヴァイブス（Wizard of the Vibes）は、ジャズヴィブラフォン奏者ミルト・ジャクソンのアルバム（10インチLP）。1952年リリース。レコード番号BLP5011。

## 収録曲

### A面
1. タヒチ - Tahiti
2. リリー - Lillie
3. クリス・クロス - Criss Cross
4. ウィロー・ウィープ・フォー・ミー - Willow Weep For Me

### B面
1. ホワッツ・ニュー - What's New
2. バグズ・グルーヴ - Bags' Groove
3. オン・ザ・シーン - On The Scene
4. エロネル - Eronel

## 演奏メンバー

### 1951年7月23日録音（A-3,4、B-4）
- ミルト・ジャクソン - ヴィブラフォン
- サヒブ・シハブ - アルト・サックス（ただしA-4には不参加）
- セロニアス・モンク - ピアノ
- アル・マッキボン - ベース
- アート・ブレイキー - ドラムス

### 1952年4月7日録音（A-1,2、B-1,2,3）
- ミルト・ジャクソン - ヴィブラフォン
- ルー・ドナルドソン - アルト・サックス（ただしA-2、B-1には不参加）
- ジョン・ルイス - ピアノ
- パーシー・ヒース - ベース
- ケニー・クラーク - ドラムス